# Nina at the Village Gate
Albums de Nina Simone
Forbidden Fruit
(1961) Nina Simone Sings Ellington
(1962)
Nina at the Village Gate est un album de Nina Simone enregistré en public au club new-yorkais The Village Gate, sorti en 1962 sur le label Colpix Records.

## Titres
1. Just in Time (Comden, Green, Styne) – 6:15
2. He Was Too Good to Me (Rodgers, Hart) – 4:58
3. House of the Rising Sun (trad.) – 4:34
4. Bye Bye Blackbird (Dixon, Henderson) – 8:26
5. Brown Baby (Brown) – 5:50
6. Zungo (Olatunji) – 2:53
7. If He Changed My Name (MacGimsey) – 4:04
8. Children Go Where I Send You (Simone) – 7:56

## Musiciens
- Nina Simone : chant, piano
- Al Shackman : guitare
- Bobby Hamilton (en) : batterie
- Chris White : basse